# Les Hôpitaux-Neufs
Les Hôpitaux-Neufs is een gemeente in het Franse departement Doubs (regio Bourgogne-Franche-Comté). De plaats maakt deel uit van het arrondissement Pontarlier. Les Hôpitaux-Neufs telde op 1 januari 2022 947 inwoners.

## Geografie
De oppervlakte van Les Hôpitaux-Neufs bedraagt 6,56 km², de bevolkingsdichtheid is 139 inwoners per km² (per 1 januari 2019).
De onderstaande kaart toont de ligging van Les Hôpitaux-Neufs met de belangrijkste infrastructuur en aangrenzende gemeenten.

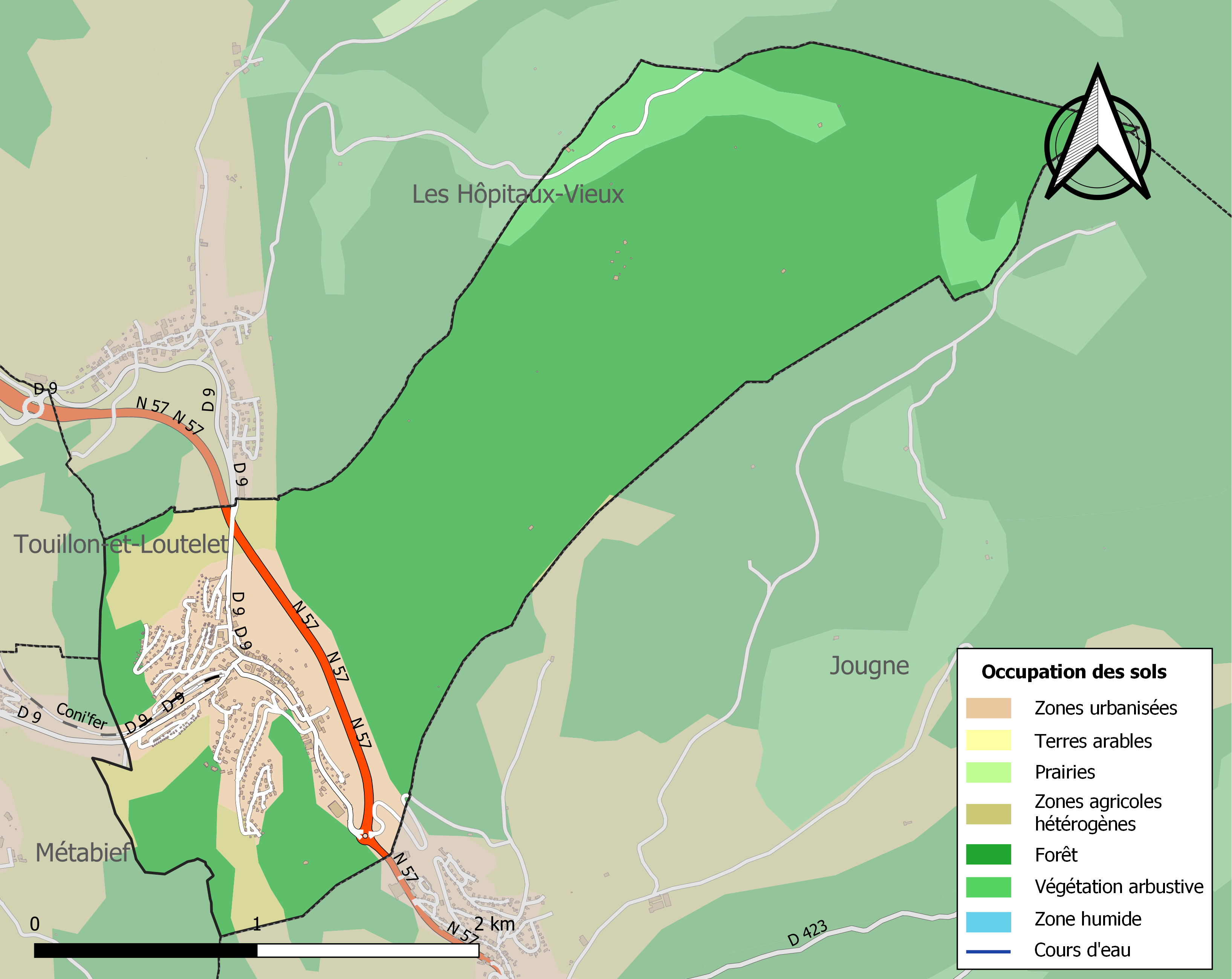

## Demografie
Onderstaande figuur toont het verloop van het inwonertal (bron: INSEE-tellingen).